# Acanthagrion trilobatum
Acanthagrion trilobatum – gatunek ważki z rodziny łątkowatych (Coenagrionidae). Występuje  w  Ameryce Południowej.